# Oregon Shores
Oregon Shores az Amerikai Egyesült Államok északnyugati részén, Oregon állam Klamath megyéjében, az Agency-tó keleti partján elhelyezkedő statisztikai település. A 2020. évi népszámláláskor 330 lakosa volt.

## Fordítás
- Ez a szócikk részben vagy egészben  az   Oregon Shores, Oregon című angol Wikipédia-szócikk ezen változatának fordításán alapul.  Az eredeti cikk szerkesztőit annak laptörténete sorolja fel. Ez a jelzés csupán a megfogalmazás eredetét és a szerzői jogokat jelzi, nem szolgál a cikkben szereplő információk forrásmegjelöléseként.